# 阿南港
徳島県阿南市にある港だとすると、もしかして
- 橘港

ではありませんか？